# Robert Grubbs
Robert Howard Grubbs (27. února 1942 – 19. prosince 2021) byl americký chemik, který získal v roce 2005 společně s Richardem Schrockem a Yves Chauvinem Nobelovu cenu za chemii za vynálezy chemických katalyzátorů, jež umožnily vyvinout novou metodu přetváření organických molekul, nazývanou metateze.
Dětství prožil v Kentucky, kde navštěvoval základní veřejnou školu McKinley, střední školu Franklin Junior High a vysokou školu Paducah Tilghman High School. Své studium ukončil na Univerzitě na Floridě pod vedením Merle Battiste, kde získal tituly B.S. a M.S.. V roce 1968 získal na Columbia University v New Yorku pod vedením profesora Ronalda Breslowa titul Ph.D.
Další rok strávil spolu s Jamesem Collmanem na Stanfordově univerzitě. Poté byl pozván na fakultu Michiganské státní univerzity. V roce 1978 odešel na Kalifornský technologický institut, kde spolupracoval s Viktorem a Elizabeth Atkinsovými.